# Sternidius naeviicornis
Sternidius naeviicornis es una especie de escarabajo longicornio del género Sternidius, tribu Acanthocinini, subfamilia Lamiinae. Fue descrita científicamente por Bates en 1885.
La especie se mantiene activa durante los meses de enero, abril, junio, julio, agosto, septiembre, octubre y noviembre.

## Descripción
Mide 6,3 milímetros de longitud.

## Distribución
Se distribuye por México y Nicaragua.